# Stefan Radulovic
Stefan Radulovic (* 1. Jänner 2002 in Wien) ist ein österreichischer Fußballspieler.

## Karriere

### Verein
Radulovic begann seine Karriere beim SC Wiener Viktoria. Im Oktober 2010 wechselte er zum SC Team Wiener Linien. Zur Saison 2011/12 wechselte er in die Jugend des FK Austria Wien, bei dem er später auch in der Akademie spielen sollte.
Zur Saison 2019/20 rückte er in den Kader der zweitklassigen Zweitmannschaft der Austria. Sein Debüt in der 2. Liga gab er im Juli 2019, als er am ersten Spieltag jener Saison gegen den SV Horn in der 70. Minute für Patrick Wimmer eingewechselt wurde.
Im September 2020 stand er gegen den LASK erstmals im Kader der ersten Mannschaft. Für die erste Mannschaft sollte er jedoch nur einmal gegen den Regionalligisten Wiener Sport-Club im ÖFB-Cup zum Einsatz kommen. Nach zusätzlich noch insgesamt 45 Zweitligaeinsätzen für die zweite Mannschaft verließ Radulovic die Austria nach zehn Jahren nach der Saison 2020/21 und wechselte innerhalb der Bundesliga zum LASK, bei dem er einen bis Juni 2024 laufenden Vertrag erhielt. Für die Profis des LASK absolvierte er insgesamt drei Partien in der Bundesliga, primär spielte er für die Amateure der Linzer, für die er in der Saison 2021/22 15 Mal in der 2. Liga und nach einem Abstieg 2022/23 dann 19 Mal in der Regionalliga zum Einsatz kam.
Zur Saison 2023/24 wechselte Radulovic zum Zweitligisten DSV Leoben. Für Leoben kam er bis zur Winterpause aber nur zweimal für die Amateure in der siebthöchsten Spielklasse zum Einsatz. Im Jänner 2024 wechselte er daraufhin weiter zum Ligakonkurrenten SKU Amstetten. Für Amstetten absolvierte er zehn Zweitligapartien. Nach der Saison 2023/24 verließ er den Verein wieder.
Zur Saison 2024/25 wechselte er zum Regionalligisten ASKÖ Oedt.

### Nationalmannschaft
Radulovic debütierte im September 2018 gegen Zypern für die österreichische U-17-Auswahl. Mit dieser nahm er 2019 auch an der EM teil. Bei dieser kam er zu zwei Einsätzen, mit Österreich schied er jedoch punktelos als Letzter der Gruppe D in der Vorrunde aus.
Im September 2019 kam er gegen Norwegen erstmals für die U-18-Auswahl zum Einsatz.